# Turn Joe
Turn Joe (fl. 1718) fue el apodo de un corsario irlandés al servicio de la Monarquía Hispánica. Tuvo una destacada carrera como corsario guardacostas antes de caer en combate.

## Biografía
De él se sabe que navegó bajo bandera inglesa antes de desertar a los españoles en el Caribe, poniéndose al frente de tres buques.
En 1718, su flotilla fue atacada en Isla Larga, Bahamas, por otros tres barcos piratas capitaneados por John Auger y Phineas Bunce, que creyeron que se trataba de mercantes cargados de sal. El primer barco en aproximársele para demandar su rendición, el de Bunce, fue el primero en pagar caro el error, ya que se le respondió con una descarga de mosquetería que diezmó a los piratas e hizo que el resto saltara al agua. El segundo barco pirata creyó que los disparos provenían de su compatriota y se aproximó para auxiliarles, siendo tomado de la misma manera, y lo mismo le sucedió al tercero. Sólo entonces supieron que habían intentado abordar a Turn Joe, cuyas tripulaciones no sufrieron ni una baja.
Tras interrogar a los prisioneros, Turn Joe se mostró magnánimo y liberó en un bote a los heridos, entre ellos los propios Auger y Bunce, y a los que juzgó obligados a servir en los barcos piratas. Los reos lograron llegar a New Providence, donde Bunce murió de sus heridas al poco tiempo. Ninguno de ellos escapó, ya que el capitán inglés Woodes Rogers había recibido órdenes de despejar las Bahamas de piratas, y en cuanto supo de la presencia de Auger y los demás, envió al corsario a Benjamin Hornigold a capturarlos y ahorcarlos.
Al propio Turn Joe lo mató finalmente Jean Bonadvis, corsario francés al servicio de Inglaterra.